# Сјај у очима
Сјај у очима је српски филм снимљен 2003. године који је режирао Срђан Карановић, по сопственом сценарију.

## Радња
Филм говори о љубави двоје избеглица у коју се уплићу духови прошлости и различитости представљене у форми духовитих флешбекова. Србин Лабуд је млади студент који је услед сукоба у региону заједно са осталим избеглицама био присиљен да напусти Крајину. Растао се са девојком Видом којој жели ући у траг али у међувремену у његов живот улази друга. Реч је о Романи, девојци "с друге стране" коју су неприлике такође натерале на напуштање родног места. Упознају се преко агенције за упознавање парова и започињу везу у тешким животним условима. Ометају их “духови прошлости“ (заправо инкарнације њихових најближих рођака или партнера) који их константно посећују настојећи да им укажу на непремостиве разлике и тако их раздвоје. Реч је углавном о комичним ситуацијама у којима се духови спајају са светом стварности.

## Улоге
| Глумац            | Улога             |
| ----------------- | ----------------- |
| Сенад Алихоџић    | Лабуд             |
| Ивана Боланча     | Романа            |
| Јелена Ђокић      | Вида              |
| Милена Дравић     | Власница агенције |
| Горица Поповић    | Мајка             |
| Борис Комненић    | Професор Јаблан   |
| Предраг Даниловић | НБА кошаркаш      |
| Бранко Цвејић     | Романин отац      |
| Ивана Јовановић   | Девојка на клупи  |

## Награде
- Врњачка Бања: Друга награда за сценарио.[4]